# The Cats (reggaeband)
The Cats, ook bekend als The Hustlin' Kind, was een Britse reggaeband die bestond tussen 1967 en 1971. In eerste instantie was The Hustlin' Kind een band die instrumentale nummers speelde, voornamelijk binnen de genres ska en soul.
In 1968 wijzigde ze haar naam in The Cats. De band had slechts een kleine hit, een bewerking van het thema van Pjotr Iljitsj Tsjaikovski’s Zwanenmeer in een reggaeversie. Er kwamen nog wel wat singles uit van de muziekgroep, maar hits bleven uit.
Na het uiteenvallen van de band speelde Kpiaye nog enige tijd bij/met Linton Kwesi Johnson.

## Discografie
- Swan lake / Swing low (1968, BAF1)
- My girl / The hog (1968, BAF2)
- The hog / Blues for justice (1968, BAF3)
- William Tell / Love walk right in (1968, BAF4)
- Falling in love / Don’t mess with Cupid (1968, BAF5)

- Bibliothèque nationale de France: cb139023202 (data)
- International Standard Name Identifier: 0000 0001 2034 9312
- Library of Congress Control Number: no2008018535
- MusicBrainz: 957afbec-7d62-470a-a6a5-950bb8decf73
- Virtual International Authority File: 152848350